# 中国人民政治协商会议新疆维吾尔自治区委员会
中国人民政治协商会议新疆维吾尔自治区委员会（維吾爾語：جۇڭگو خەلق سىياسىي مەسلىھەت كېڭىشى شىنجاڭ ئۇيغۇر ئاپتونوم رايونلۇق كومىتېتى‎），简称新疆维吾尔自治区政协或政协新疆维吾尔自治区委员会，是中国人民政治协商会议在新疆维吾尔自治区的地方组织机构。

## 历届领导

### 第一届
- 任期：1955年2月－1959年9月
- 主席：赛福鼎·艾则孜 → 包尔汉（1955年10月－）
- 副主席：吕剑人、贾和达、木合买提江·马合苏木、达夏甫、禹占林、买买提艾沙

### 第二届
- 任期：1959年9月－1964年3月
- 主席：包尔汉
- 副主席：吕剑人、陶峙岳、禹占林、伊敏·马合苏木、买买提艾沙、达夏甫、哈米·阿斯力汗

### 第三届
- 任期：1964年3月－1978年2月
- 主席：王恩茂
- 副主席：吕剑人、陶峙岳、禹占林、伊敏·马合苏木、买买提·艾沙、达夏甫、哈米·阿斯力汗、阿不都热衣木·哈山诺夫、买合苏德·铁衣波夫

### 第四届
- 任期：1978年2月－1983年4月
- 主席：汪锋 → 张世功（1979年9月－）
- 副主席：张世功、陆学斌、熊晃、司马益·牙生诺夫、漆承德、禹占林、杨宗胜、王振东、买合苏德·铁衣波夫、杨一青、牙合甫大毛拉·沙得尔阿吉、阿曼吐尔、王鹤亭、胡赛音·斯牙巴也夫、汪师贞、赛甫拉也夫（1979年9月－）、安尼瓦尔·汗巴巴（1979年9月－）、陈实（1979年9月－）、程浩（1979年9月－）、林海清（1979年9月－）、玉素甫汗·昆拜（1979年9月－）、孟树林（1979年9月－）、黄浴尘（1979年9月－）、夏尔希别克（1979年9月－）、宫明·江巴曲日木（1979年9月－）、马平林（1979年9月－）、康巴尔汗·艾买提（1979年9月－）、阿不列孜·木合买提（1980年12月－）、韩有文（1980年12月－）、张中涛（1980年12月－）

### 第五届
- 任期：1983年4月－1988年1月
- 主席：司马益·牙生诺夫
- 副主席：李静轩、孟树林、木沙也夫、牙合甫大毛拉·沙得尔阿吉、安尼瓦尔·汗巴巴、冯达、李长林、玉素甫汗·昆拜、汪师贞、宫明·姜巴曲日木、康巴尔汗·买买提、韩有文、马明亮、塔伊尔·买买提力、富文（1985年12月－）

### 第六届
- 任期：1988年1月－1993年1月
- 主席：巴岱
- 副主席：富文、梅合买提·司马益、汪师贞、康巴尔汗·艾买提、韩有文、塔衣尔·买买提力、赵干卿、依不拉音·肉孜、迪牙尔·库马什、张毅、尕文祥、买买提·尼牙孜哈日、阿荣汗阿吉、冯大真（1991年5月－）、吕训（1991年5月－）

### 第七届
- 任期：1993年1月－1998年1月
- 主席：贾那布尔
- 副主席：依不拉音·肉孜、毛德华、迪牙尔·库马什、汪师贞、韩有文、吴佳和、苏来衣曼、沙明、阿荣汗阿吉、帕夏·依夏、牙生·那斯尔（－1993年6月）、冯大真（－1996年3月）、文克孝（－1996年3月）、王友三（1996年3月－）、米吉提·库尔班（1996年3月－）、谢志强（1996年3月－）

### 第八届
- 任期：1998年1月－2003年1月
- 主席：贾那布尔
- 副主席：王友三、毛德华、李东辉、玉素甫·艾沙、别克木哈买提·木沙、谢志强、王汉儒、张贵亭、阿荣汗阿吉、帕夏·依夏、赛尔杰、阿不都热依木·阿吉依明、朱振中

### 第九届
- 任期：2003年1月－2008年1月
- 主席：艾斯海提·克里木拜
- 副主席：李东辉、吾甫尔·阿不都拉、阿不都卡德尔·乃斯尔丁、张贵亭、姚永锋、蒋珊、阿荣汗阿吉、阿不都热依木·阿吉依明、赛尔杰、朱振中、张玉忠、黄昌元、夏力甫汉
- 秘书长：居来提·买买提明

### 第十届
- 任期：2008年1月－2013年1月
- 主席：艾斯海提·克里木拜
- 副主席：黄昌元、王伟、买买提江·艾买提（－2012年1月）、柳耀华、王永明、柯赛江·赛力禾加、柯丽（－2012年1月）、刘晏良、热孜万·艾拜、买买提艾山·托乎达力（－2012年1月）、阿尤甫·铁衣甫、阿不都力提甫·阿不都热依木、李湘林（2012年1月－）、刘志勇（2012年1月－）、巨艾提·依明（2012年1月－）、约尔古丽·加帕尔（2012年1月－）
- 秘书长：巴代

### 第十一届
- 任期：2013年1月－2018年1月
- 主席：努尔兰·阿不都满金
- 副主席：刘晏良、热孜万·艾拜、李湘林、毛肯·赛衣提哈木扎、巨艾提·伊明、刘志勇、刘建新、弯海川、程振山、巴代、古丽夏提·阿不都卡德尔、阿不都力提甫·阿不都热依木
- 秘书长：刘振强

### 第十二届
- 任期：2018年1月－2023年1月
- 主席：努尔兰·阿不都满金
- 副主席：程振山（－2021年2月）、巨艾提·伊明（－2022年1月）、马敖·赛依提哈木扎（－2021年2月）、张博（－2021年2月）、木太力甫·吾布力（－2022年1月）、孔星隆、窦万贵、邱树华、杨勇、伊力哈木·沙比尔、马雄成（－2022年1月）、阿不都热克甫·吐木尼牙孜、彭家瑞（2021年2月－）、努热木·斯玛依汗（2021年2月－）、迪力夏提·柯德尔汗（2021年2月－）、艾则孜·木沙（2021年2月－）、吉尔拉·衣沙木丁（2022年1月－）、刘会军（2022年1月－）
- 秘书长：张博（兼）（－2021年2月） → 高江淮（2021年2月－）

### 第十三届
- 任期：2023年1月－
- 主席：努尔兰·阿不都满金
- 副主席：吉尔拉·衣沙木丁、孔星隆、窦万贵（2024年3月被查）、杨勇、阿不都热克甫·吐木尼牙孜、努热木·斯玛依汗、艾则孜·木沙、刘会军、刘见明、蒲雪梅（女）、许咸宜、艾山江·艾合买提、金之镇、巴图（2024年2月补选）、石岗（2025年1月补选）
- 秘书长：高江淮（－2025年1月） → 任澄（2025年1月－）